# Gotthard Lerchner
Gotthard Lerchner (* 25. September 1935 in Chemnitz; † 1. August 2016 in Leipzig) war ein deutscher Germanist, Sprachwissenschaftler und Hochschullehrer.

## Leben und Wirken
Nach seiner Abiturprüfung 1954 in Borna studierte Gotthard Lerchner von 1954 bis 1959 Germanistik, Niederlandistik und Nordistik an der Universität Leipzig. Nach seiner Diplomprüfung 1959 war er von 1959 bis 1970 als wissenschaftlicher Assistent am Germanistischen Institut der Universität Leipzig tätig und promovierte 1964 bei Theodor Frings. Im Jahre 1968 folgte seine Habilitation. In der Zeit von 1968 bis 1970 war Lerchner als Gastdozent für deutsche Sprache an der Universität Bagdad tätig. Von 1970 bis 1972 arbeitete er als Oberassistent, bis 1975 als Dozent und von 1975 bis 1988 als ordentlicher Professor für Deutsche Sprache an der Universität Halle-Wittenberg. Von 1988 bis zu seiner Emeritierung 2000 lehrte er dann als Ordinarius an der Universität Leipzig.
Im Jahre 1984 wurde Gotthard Lerchner Mitglied der Sächsischen Akademie der Wissenschaften zu Leipzig. Von 1994 bis 1996 war er Vizepräsident dieser Akademie und von 1996 bis 2003 ihr Präsident.
In seinen zahlreichen Veröffentlichungen beschäftigte sich Lerchner vor allem mit der Geschichte der deutschen Sprache, der Sprachkultur und dem Sprachstil.

## Veröffentlichungen (Auswahl)
- Studien zum nordwestgermanischen Wortschatz. Ein Beitrag zu den Fragen um Aufbau und Gliederung des Germanischen (= Mitteldeutsche Studien, Bd. 28). Niemeyer, Halle/S. 1965 (= Dissertation Universität Leipzig).
- (mit Theodor Frings): Niederländisch und Niederdeutsch. Aufbau und Gliederung des Niederdeutschen. Akademie-Verlag, Berlin 1966.
- Zur II. Lautverschiebung im Rheinisch-Westmitteldeutschen. Diachronische und diatopische Untersuchungen (= Mitteldeutsche Studien, Bd. 30). Niemeyer, Halle/S. 1971 (= Habilitationsschrift Universität Leipzig).
- (Hrsg.): Literarischer Text und poetische Kommunikation (= Linguistische Studien, Reihe A, Bd. 90). Akademie d. Wiss. der DDR, Berlin 1982.
- Sprachform von Dichtung. Linguistische Untersuchungen zu Funktion und Wirkung literarischer Texte. Aufbau-Verlag, Berlin/Weimar 1984.
- Literarischer Text und kommunikatives Handeln. Akademie-Verlag, Berlin 1987, ISBN 3-05-000511-4.
- Wenn ein Buch und ein Kopf zusammenstoßen ... Vom Umgang mit literarischen Texten im Unterricht. Volk-und-Wissen-Verl., Berlin 1991, ISBN 3-06-102796-3.
- (Hrsg.): Sprachgebrauch im Wandel. Anmerkungen zur Kommunikationskultur in der DDR vor und nach der Wende (= Leipziger Arbeiten zur Sprach- und Kommunikationsgeschichte, Bd. 1). Lang, Frankfurt/M. 1992, ISBN 3-631-45340-X (2. Aufl. 1996, ISBN 3-631-49527-7).
- Die "Gartenlaube" als sprachgeschichtlicher Ort. Zu einer soziopragmatischen Tendenz der deutschen Sprachentwicklung in der 2. Hälfte des 19. Jahrhunderts. In: Ingrid Kühn (Hrsg.): Von wyßheit würt der Mensch geert ... [Festschrift für Manfred Lemmer zum 65. Geburtstag]. Lang, Frankfurt/M. 1993, S. 331–348, ISBN 3-631-45732-4.
- Computerkultur in stilgeschichtlicher Perspektive. In: Ulla Fix/Gotthard Lerchner (Hrsg.): Stil und Stilwandel. Bernhard Sowinski zum 65. Geburtstag gewidmet (= Leipziger Arbeiten zur Sprach- und Kommunikationsgeschichte, Bd. 3). Lang, Frankfurt/M. 1996, S. 285–300, ISBN 3-631-48931-5.
- Regionale Identität und standardsprachliche Entwicklung. Aspekte einer sächsischen Sprachgeschichte. Hirzel, Stuttgart/Leipzig 1997, ISBN 3-7776-0755-X.
- Individuelles Sprachverhalten und kulturelle Bedingungen in der deutschen Sprachgeschichte des 18. und 19. Jahrhunderts. In: Andreas Gardt u. a. (Hrsg.): Sprachgeschichte als Kulturgeschichte (= Studia linguistica Germanica, Bd. 54). de Gruyter, Berlin 1999, S. 41–58, ISBN 3-11-016373-X.
- (Hrsg.): Johann Christoph Gottsched zum 300. Geburtstag. Gelehrter, Theaterreformer und Schriftsteller der Aufklärung. Hirzel, Stuttgart/Leipzig 2000, ISBN 3-7776-1077-1.
- (Mitautor): Wolfgang Fleischer u. a. (Hrsg.): Kleine Enzyklopädie der deutschen Sprache. Lang, Frankfurt/M. 2001, ISBN 978-3-631-35310-3.
- Gotthard Lerchner – Schriften zum Stil. Vorträge zur Ehrung Gotthard Lerchners anlässlich seines 65. Geburtstages und Aufsätze des Jubilars. Leipziger Universitäts-Verlag, Leipzig 2002, ISBN 3-936522-14-6.

Festschriften
- Volker Hertel (Hrsg.): Sprache und Kommunikation im Kulturkontext. Beiträge zum Ehrenkolloquium aus Anlaß des 60. Geburtstages von Gotthard Lerchner (= Leipziger Arbeiten zur Sprach- und Kulturgeschichte, Bd. 4). Lang, Frankfurt/M. 1996, ISBN 3-631-50050-5.
- Irmhild Barz u. a. (Hrsg.): Sprachgeschichte als Textsortengeschichte. Festschrift zum 65. Geburtstag von Gotthard Lerchner. Lang, Frankfurt/M. 2000, ISBN 3-631-35302-2 (Schriftenverzeichnis Gotthard Lerchner S. 475–486).
- Klaus Bochmann (Hrsg.): Theorie(n) und Methoden der Sprachgeschichte. Materialien des Kolloquiums zu Ehren des 70. Geburtstages von Gotthard Lerchner. Hirzel, Stuttgart/Leipzig 2007, ISBN 978-3-7776-1560-8.
- Klaus Bochmann (Hrsg.): Germanistische Linguistik als Lebensaufgabe. Gotthard Lerchner zum 75. Geburtstag. Hirzel, Stuttgart/Leipzig 2013, ISBN 978-3-7776-2353-5.